# Крістіан I фон Бух

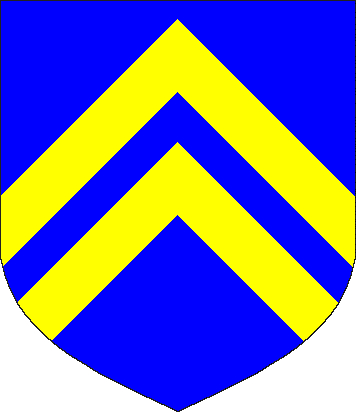
Герб роду фон Бух

Крістіан I фон Бух (нім. Christian I. von Buch; 1130 — 23 серпня 1183) — церковний та державний діяч, дипломат Священної Римської імперії, 26-й архієпископ Майнца.

## Життєпис
Походив з тюринзького шляхетського роду Бух. Син графа Генріха I фон Буха. Його матір'ю була донька Зігбодоса фон Шварцфельда (менш імовірно — графа Зіццо III фон Шварцбурга. Народився близько 1130 року. Як молодший син він почав духовну кар'єру. За підтримки Людвіга II, ландграфа Тюрінгії, отримав посаду пробст у Мерзебурзі, а потім пробста собору Святої Марії в Майнці. У 1160 році, після вбивства майнцького архієпископа Арнольда фон Зеленгофена дієцезія підпала під папський інтердикт. Після цього частина майнських каноніків зібралася у Франкфурті-на-Майні, де обрала там новим архієпископом Крістіана фон Буха. Інші проте обрали Рудольфа фон Церінгена. У свою чергу імператор Фрідріх I Гогенштауфен організував собор у Лоді, на якому 20 червня 1161 року за підтримки антипапи римського Віктора IV скинув обох претендентів і звів на єпископський престол свого родича Конрада фон Віттельсбаха.
1162 року Крістіан фон Бух став пробстом Майнцького собору і базиліки Св. Серватія в Маастріхті та виконував обов'язки канцлера імперії. У 1163 році супроводжував імператора в його поході до Італії. З кінця літа 1164 року був легатом імператора в Італії, де сприяв поверненню підтримуваного імператором антипапи Пасхалія III до Риму. За його безпосередньою участю у квітні 1165 року Сардинія була віддана в феод єпископу Пізи, завдяки чому посилилося суперництво останнього із Генуєзькою єпархією.
Невдовзі архієпископ Конрад фон Віттельсбах відмовився визнати Пасхалія III, тому майнцька кафедра з ініціативи імператора була передана Крістіану (також посада архіканцлера Німеччини). Інвеституру отримав 1166 року в Бріксені. Це призначення визнали в імперії, але не папою римським Олександром III.
Невдовзі очолив авангард імператорської армії в Італії. Спочатку захопив місто Нарні, потім взяв в облогу Тускул, де дочекався основних сил. Під час процесії в Тускулі Крістіан 4 березня 1167 року був висвячений на священника, а через день — на єпископа. Відзначився у битві біля Тускула, де завдано поразки римському ополченню. Потім брав участь в облозі імператорською армією Риму. Також вів перемовини з Конрадом фон Віттельсбахом, що виступав від імені Олександра III, які завершилися безрезультатно. Зрештою папі римському у травні довелося втекти з міста. Після цього імператор зміг зайняти місто. Незабаром у місті спалахнула епідемія, тому імператорська армія залишила Рим.
У вересні 1167 року Крістіан фон Бух був відправлений до Саксонії, де проти герцога Генріха Лева об'єдналися Філіпп І фон Гайнсберг, архієпископ Кельна, Конрад II фон Штернберг, архієпископ Магдебургу, Людвіг II, ландграф Тюрінгії, Альбрехт I Асканій, маркграф Бранденбургу. У 1168 році разом з Філіппом І фон Гайнсбергом був посередником в Руані між англійським і французьким королями Генріхом II Плантагенетом і Людовик VII Капетингом відповідно. У червні 1169 року виступив за те, щоб сина імператора — Генріха — коронувати в Бамберзі римським королем.
Восени 1170 року очолив посольство до візантійського імператора з пропозицією союзу та припинення розколу між католиками і православними. Зумів покращити відносини між державами. Ймовірно тоді привіз сфальшованого листа від царя-священника Іоанна з Азії. Наступного року візантійці надіслали посольство у відповідь. Переговори щодо шлюбного проєкту тривали до 1174 року.
Наприкінці 1171 був відправлений до Середньої Італії, де виявився втягнутий у конфлікт між містами, що були на боці Ломбардської ліги. Цим він переважно займався кілька наступних років. У 1173 році взяв в облогу Анкону, яку перед тим захопили візантійці, але був змушений через пів року відступити. У 1174 році він пограбував Терні. У вересні 1174 до Італії вступили імперські війська під командуванням самого імператора. Наприкінці жовтня він почав облогу Алессандрії але, незважаючи на підтримку Крістіана фон Буха, що перешкоджав італійським містам об'єднатися і надати допомогу місту, не досяг успіху, і в квітні 1175 року зняв облогу. У 1176 році захопив місто Фермо.
У 1177 році відбулася зустріч Крістіана з імператором, і пізніше, у тому року він відмовився з посади легата. Того ж року в битві при Карсолі переміг сицилійську армію, що рухалася на Рим. Того ж року відіграв провідну роль в укладанні Венеційського миру між імператором й папою римським. За це отримав палій від останнього як визнання його Майнцьким архієпископом.
1178 року супроводжував папу римського Олександра III до Риму. На шляху взяв в облогу Вітербо, де перебував антипапа Каллікст III. Він змусив його здатися папі римському й передати місто, яке благало про допомогу маркграфа Конрада Монферратського. Через це вступив з останнім у конфлікт.
У березні 1179 року був учасником Третього Латеранського собору. Потім рушив до Вітербо, яке намагався захопити Конфрад Монферратський, чому завадив Крістіанн фон Бух. У вересні зазнав поразки біля Камеріно й став бранцем маркграфа Монферратського. Перебував у замку Сан-Флавіано, потім у Рокка-Венере і, нарешті, в Аквапенденте. За словами візантійського історика Микити Хоніата користувався фінансовою підтримкою візантійського імператора Мануїла I Комніна. Конрад Монферратський був готовий відправити свого полоненого до Константинополя як заручника, але Мануїл I зрештою відмовився від цієї пропозиції.
Отримав свободу наприкінці 1180 року на принизливих умовах великої грошової виплати. 1181 року на прохання папи римського Луція III прийшов на допомогу обложеному Тускулу, який облягали війська римської комуни. Невдовзі звільнив місто. Помер у серпні 1183 року там від малярії.